# Prstnatec pleťový

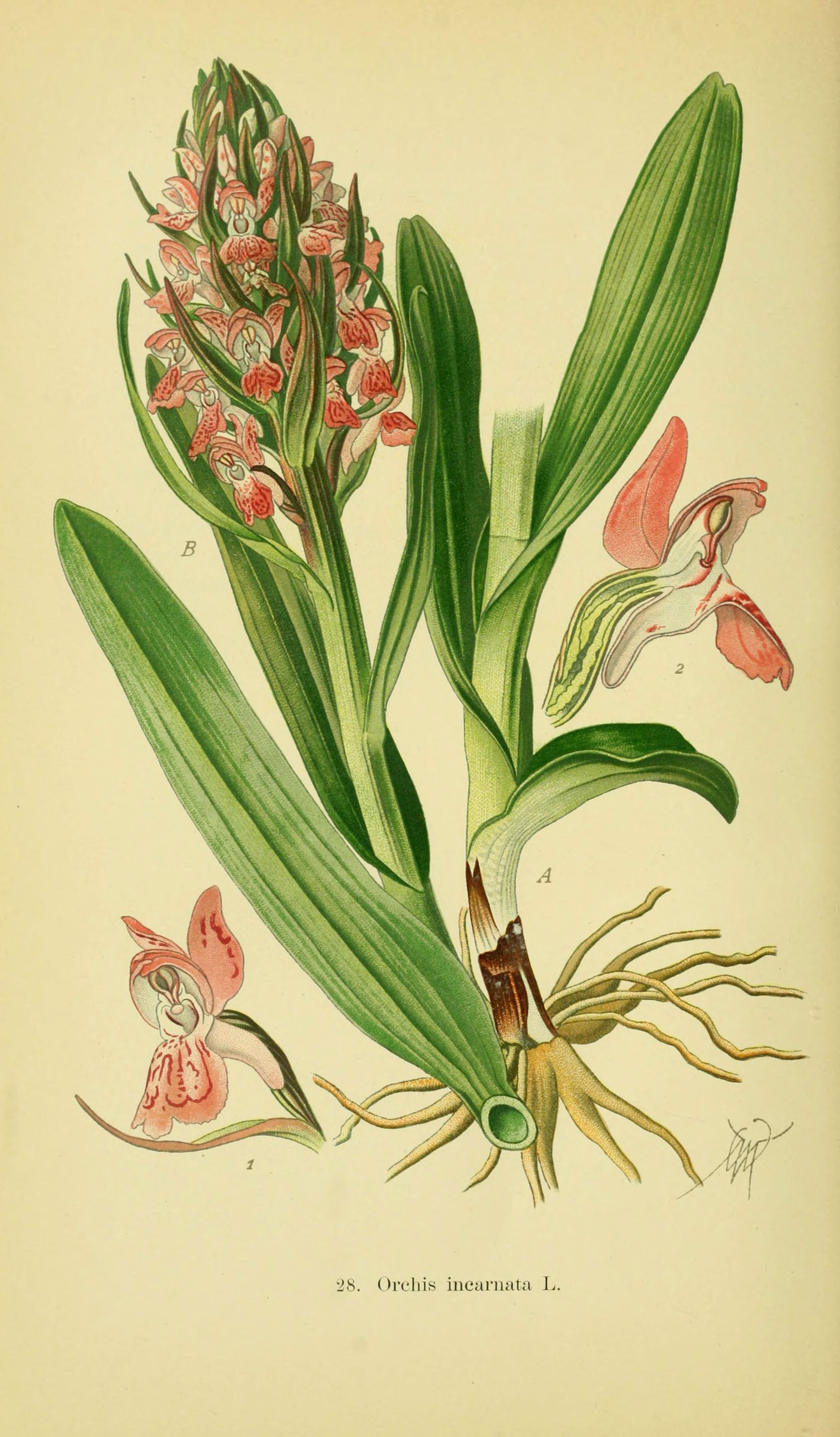
Nákres prstnatce pleťového

Prstnatec pleťový (Dactylorhiza incarnata) je hlíznatá, středně vysoká orchidej dorůstající do výšky 30 až 60 cm. Tato variabilní bylina roste hlavně na vlhkých místech a vlivem polymorfismu mívá květy světle nachové, růžově červené až růžové s barvou blízkou lidské pleti (odtud druhové jméno). Přestože je v české krajině původní druh, nikdy se zde nevyskytovala v mnohočetných koloniích a v současnosti je stále na ústupu, je považována za rostlinu silně ohroženou vyhynutím.

## Rozšíření
Druh je celoevropsky rozšířen a jeho areál sahá v mírném podnebném pásu přes jihozápadní Asii, Kavkaz a západní Sibiř až do Střední Asie a dále přes sever Číny i Mongolska až na ruský Dálný východ. V České republice roste velmi roztroušeně, od nížin do podhůří, častější je ve středním Polabí a na jižní Moravě v Bílých Karpatech a Chřibech, na mnoha velkých územích zcela chybí.

## Ekologie
Roste od nížin do horských oblastí na plně osluněných, vlhkých až podmáčených loukách, pastvinách, na slatinách, prameništích, vrchovištích, v řídkých rákosinách na březích vodních ploch. Vyskytuje se půdách s vápencovým podložím a dobře zásobených živinami. Kvete poměrně brzy, od května do června.

## Popis
Vytrvalá rostlina vysoká 30 až 60 cm vyrůstající ze zploštělé, podlouhlé, dvou až pětidílné hlízy s mnoha tenkými kořeny. Lodyha je přímá, dutá a na omak měkká, světle zelená a v horní části někdy načervenalá. Je rovnoměrně porostlá dvěma až sedmi zelenými, neskvrnitými, žlábkovitými listy rostoucími téměř rovnoběžně s lodyhou. Listy jsou kopinaté až úzce kopinaté, na vrcholu kápovité, 12 až 20 cm dlouhé a 1,5 až 3 cm široké, směrem vzhůru se zmenšují a nejvyšší dosahují ke květenství. Čepele listů bývají nejširší v polovině délky nebo těsně nad ní.
Na konci lodyhy vyrůstá květenství, což je hustý, až 15 cm dlouhý válcovitý klas tvořený 15 až 60 květy s okvětím ve dvou tříčetných přeslenech. Trojúhelníkovité listeny jsou zelené nebo načervenalé, špičaté a dlouhé přibližně jako květy nebo ještě delší, často výrazně čnějí z květenství. Květy asi 1 cm velké jsou světle nachové, růžově červené, někdy světlejší pleťové barvy a zřídka i zcela bílé. Tři vnější okvětní lístky s tupým vrcholem jsou podlouhle vejčité, prostřední z nich společně se dvěma menšími postranními vnitřními vytváří přilbu. Pysk je v obrysu obvejčitý, mělce trojlaločný a má tmavočervené skvrny. Válcovitá ostruha o délce poloviny semeníku je skloněná. Brylky pylu jsou modrozelené a mají žluté stopečky, semeník je zkroucený. Květy jsou opylovány četnými druhy létajícího hmyzu.

## Rozmnožování

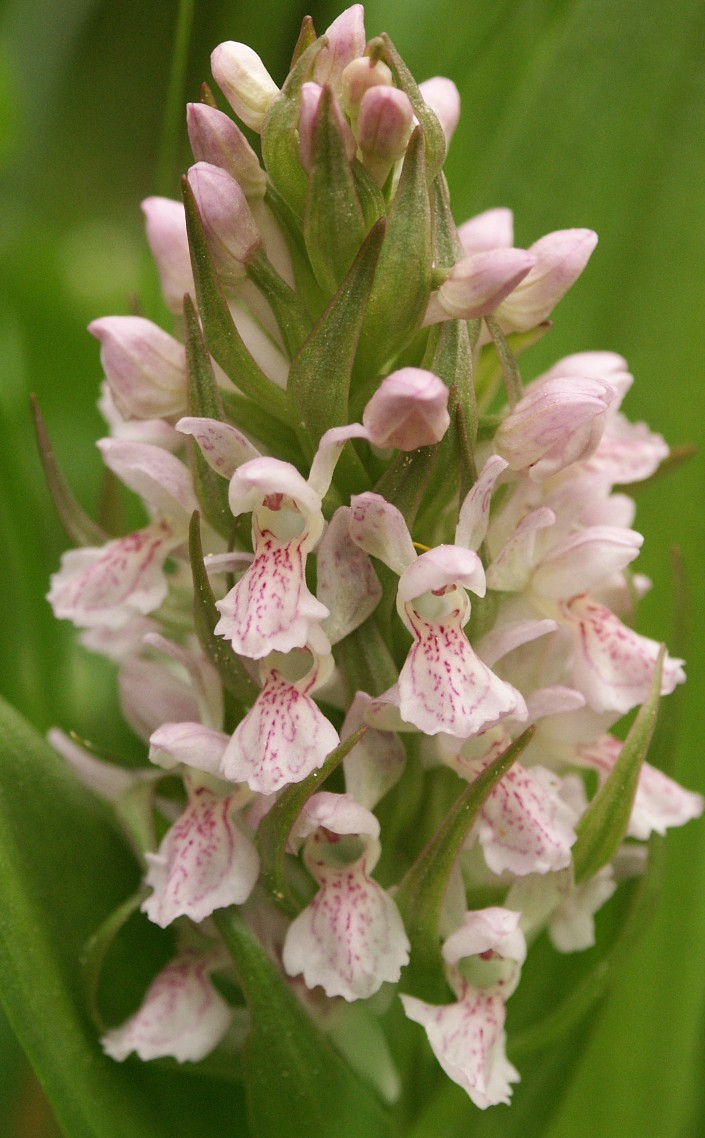
Květenství

Přibližně 60 % květů vytvoří plod, což je válcovitá tobolka obsahující velké množství drobných, prachovitých semen. Rostlina jich může vyprodukovat až 50 000. Prstnatec pleťový se rozmnožuje generativně, vegetativní nebylo v přírodě pozorováno. Ze semene, které se při klíčení setkalo s podhoubím symbiotické houby, vyroste za dva až tři roky podzemního života drobný semenáček s jediným listem, teprve za dalších sedm až osm let zesílí natolik, že vykvete.

## Taxonomie
Prstnatec pleťový je variabilní rostlinou, odborníci v taxonomii rozeznávají rozličný počet poddruhů, někdy až sedm. V české přírodě rostou nestejně často tyto dva:
- Prstnatec pleťový pravý (Dactylorhiza incarnata (L.) Soó subsp. incarnata)
- Prstnatec pleťový pozdní (Dactylorhiza incarnata (L.) Soó subsp. serotina (Hausskn.) Soó et D. M. Moore)

Prstnatec pleťový pozdní roste v České republice pouze v okolí Doks v okrese České Lípa. Kvete později než výše popsaný nominátní poddruh prstnatec pleťový pravý, od kterého se dále odlišuje ještě menším počtem listů (nejvýše čtyři) a temnějšími nachovými až červenofialovými květy.

## Ohrožení
Druh patří v české krajině k ohroženým druhům. Podle "Červeného seznamu cévnatých rostlin České republiky" z roku 2012 jsou oba poddruhy řazeny do skupiny kriticky ohrožených druhů (C1) a podle "Vyhláška MŽP ČR č. 395/1992 Sb. ve znění vyhl. č. 175/2006 Sb." mezi silně ohrožené druhy (§2).